# The Tiger Band
The Tiger Band è un film muto del 1920 diretto da Gilbert P. Hamilton. Il film è considerato perduto.